# Omicron electronics
Die Firma OMICRON electronics GmbH ist ein weltweit tätiges mittelständisches Unternehmen mit Stammsitz in Klaus, Vorarlberg. Hergestellt werden Prüf- und Diagnoseeinrichtungen für die Zustandsbeurteilung von primär- und sekundärtechnischen Betriebsmitteln in der elektrischen Energietechnik. Das Unternehmen ist einer der Weltmarktführer bei Prüfgeräten für die Schutz- und Messtechnik in elektrischen Energiesystemen.

## Unternehmen
Die Firma wurde 1984 mit Ursprungssitz in Hohenems von Rainer Aberer gegründet und beschäftigt heute mehr als 1.100 Mitarbeitende. Das Unternehmen unterhält 24 Niederlassungen in Europa, Nordamerika, Südamerika, Asien, Australien und im Nahen Osten und hat Kunden in rund 160 Ländern.
Die Produktpalette umfasst Diagnosesysteme für Transformatoren, Wandler, rotierende Maschinen, Kabel und Leitungen (Primärtechnik) sowie Prüfgeräte für die Schutz- und Messtechnik (Sekundärtechnik). Zusätzlich werden Dienstleistungen in den Bereichen Beratung, Inbetriebnahme, Prüfung, Diagnose und Schulung angeboten. Zu den Kunden zählen u. a. Energieversorger, Hersteller von Betriebsmitteln, große Industriebetriebe sowie Energietechnik-Dienstleister. Rainer Aberer, der Gründer der Firma, hat Crossing Borders ins Leben gerufen. Die Vereinigung unterstützt Kinder in benachteiligten Regionen dieser Welt durch die Verbesserung von Ausbildungsmöglichkeiten.
Am 18. Juni 2009 verunglückten der Gründer und Alleineigentümer der Firma, Rainer Aberer, und seine Gattin Sharen Seversen mit ihrem Privatflugzeug, einer Cessna 182, in der Nähe von Dougherty (Texas) tödlich. Rainer Aberer hatte bereits im Jahr 2000 die Leitung der Firma OMICRON an ein Managementteam übergeben. Er selbst hatte sich seither mit der Entwicklung von neuen Geschäftsfeldern, wie z. B. auf dem Gebiet der Lernsoftware oder der Labormesstechnik beschäftigt.
OMICRON wurde 2022 durch Freundin und Kununu als familienfreundlichstes Elektro-/Elektronikunternehmen in Österreich ermittelt.